# 杉崎智介の気弱な深夜Radio
『杉崎智介の気弱な深夜Radio』は、2011年11月から2019年8月まで放送されたエフエム富士のラジオ番組。

## コンセプト
DJを務める放送作家の杉崎智介がマイナス思考のよもやまトークを展開し、アシスタントのReeSyaがポジティブなスタンスで応戦するという構成。

## ゲスト
ジャーナリストのベンジャミン・フルフォード、モデルの立石都美、女優の古郡ひろみなど多彩なゲストが登場している。

## 放送時間
| 2011.11 | 2011.12 | 1:30 - 3:00（90分）  | （放送無し）        |
| 2012.01 | 2012.12 | 1:30 - 3:10（100分） | （放送無し）        |
| 2013.01 | 2013.12 | 1:30 - 3:20（110分） | （放送無し）        |
| 2014.01 | 2014.06 | 1:30 - 3:30（120分） | （放送無し）        |
| 2014.07 | 2015.06 | 1:30 - 3:35（125分） | （放送無し）        |
| 2015.07 | 2015.09 | 1:30 - 3:40（130分） | （放送無し）        |
| 2015.10 | 2015.10 | 1:30 - 1:40（10分）  | 1:00 - 1:10（10分） |
| 2015.11 | 2016.6  | 2:00 - 2:10（10分）  | 1:00 - 1:10（10分） |
| 2016.7  | 2016.9  | 2:00 - 2:35（35分）  | 1:00 - 1:10（10分） |
| 2016.10 | 2018.1  | （放送無し）         | （放送無し）        |
| 2018.1  | 2018.12 | 1:30 - 1:35（5分）   | 1:40 - 1:45（5分）  |
| 2019.1  | 2019.8  | 1:30 - 1:35（5分）   | 1:10 - 1:15（5分）  |